# ニカ・メリア

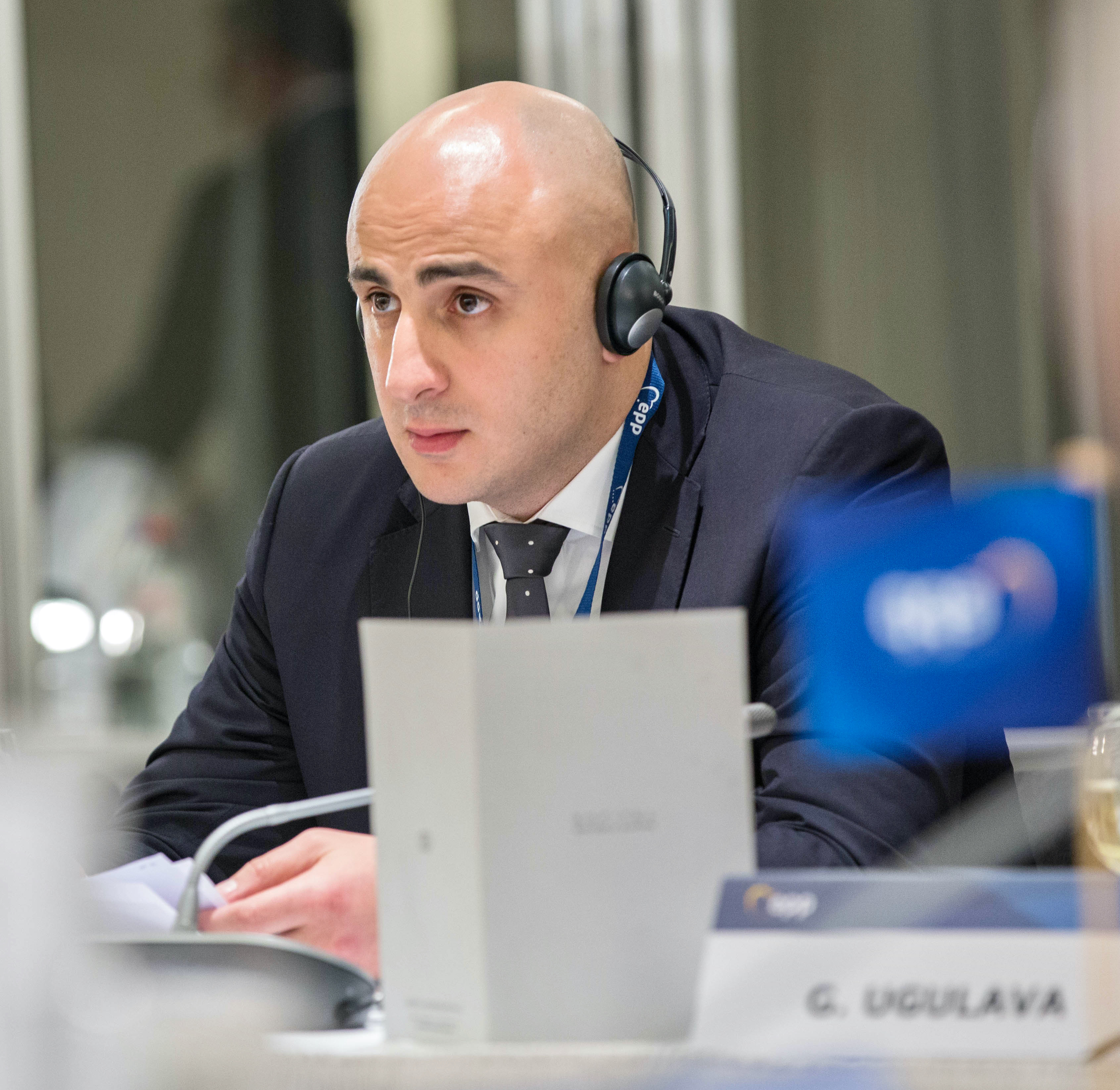

ニカノール・メリア（1979年12月21日 - ）は、ジョージアの政治家。統一国民運動の議長であり、ジョージア議会の議員である。彼はオックスフォードブルックス大学で国際関係の修士号を取得している。
2020年のいずれかのラウンドで1位になった唯一の野党候補となるが、ジョージアの立法選挙では彼はボイコットし、第2ラウンドには参加しなかった。
2019年6月、トビリシでの6月20〜21日のジョージアの抗議行動中に、集団暴力の組織化または管理、またはそれに参加した罪で起訴された保釈金で釈放された。
2020年12月、グリゴル・ヴァシャゼの辞任後、彼は統一国民運動の議長に選出された。